# European Club Team Competition 2019
La European Club Team Competition 2019 è la 1ª edizione dell'omonimo torneo europeo di football americano, organizzato dalla IFAF Europe. Il vincitore è proclamato campione d'Europa per team di football americano.
Al torneo partecipano 13 squadre, 7 delle quali sono quelle iscritte alla CEFL 2019.

## Storia
In seguito al riconoscimento da parte del Tribunale Sportivo Internazionale, la IFAF New York (a questo punto unica IFAF a tutti gli effetti) ha annunciato il 25 ottobre 2018 che avrebbe ristrutturato le competizioni europee, rimaste in una situazione confusa dal 2014. È quindi stata annunciata un'unica competizione che avrebbe preso il via nell'aprile 2019 e a cui avrebbero potuto prendere parte tutti i campioni nazionali e le squadre inserite nella AFI Europe's Top 20.
Il 23 gennaio 2019 è stato comunicato il calendario del nuovo torneo, organizzato in collaborazione con la Central European Football League, che ne gestirà le divisioni Est e Ovest.

## Squadre partecipanti
| Club                    | Città     | Stadio | Sponsor ufficiale |
| ----------------------- | --------- | ------ | ----------------- |
| Badalona Dracs          | Badalona  |        |                   |
| Copenhagen Towers       | Gentofte  |        |                   |
| Helsinki Roosters       | Helsinki  |        |                   |
| Stockholm Mean Machines | Stoccolma |        |                   |
| Triangle Razorbacks     | Vejle     |        |                   |
| Vienna Vikings          | Vienna    |        |                   |

## Stagione regolare

### Calendario

#### 1ª giornata
| 13 aprile 2019, ore 12:00 | Helsinki Roosters | 21 – 19 | Stockholm Mean Machines |  |

| Vienna 14 aprile 2019, ore 15:00 | Vienna Vikings | 60 – 0 (33-0 14-0 7-0 6-0) referto | Triangle Razorbacks | Hohe Warte Stadion (1239 spett.) |

#### 2ª giornata
| 27 aprile 2019 | Stockholm Mean Machines | 25 – 28 | Copenhagen Towers |  |

| Badalona 27 aprile 2019, ore 17:00 | Badalona Dracs | 8 – 38 (0-10 0-14 0-14 8-0) referto | Vienna Vikings | Camp Municipal de Pomar |

#### 3ª giornata
| 11 maggio 2019, ore 15:00 | Copenhagen Towers | 18 – 22 | Helsinki Roosters | (861 spett.) |

#### 4ª giornata
| Vejle 18 maggio 2019 | Triangle Razorbacks | 38 – 54 | Badalona Dracs |  |

### Classifiche
Le classifiche della regular season sono le seguenti:
- PCT = percentuale di vittorie, G = partite giocate, V = partite vinte, P = partite perse, PF = punti fatti, PS = punti subiti
- La qualificazione all'ECTC Playoff è indicata in verde

#### Central Division
| Pos. | Squadra             | PCT   | G | V | P | PF | PS  |
| ---- | ------------------- | ----- | - | - | - | -- | --- |
| 1    | Vienna Vikings      | 1.000 | 2 | 2 | 0 | 98 | 8   |
| 2    | Badalona Dracs      | .500  | 2 | 1 | 1 | 62 | 76  |
| 3    | Triangle Razorbacks | .000  | 2 | 0 | 2 | 38 | 114 |

#### Northern Division
| Pos. | Squadra                 | PCT   | G | V | P | PF | PS |
| ---- | ----------------------- | ----- | - | - | - | -- | -- |
| 1    | Helsinki Roosters       | 1.000 | 2 | 2 | 0 | 43 | 37 |
| 2    | Copenhagen Towers       | .500  | 2 | 1 | 1 | 46 | 47 |
| 3    | Stockholm Mean Machines | .000  | 2 | 0 | 2 | 44 | 49 |

## Playoff

### ECTC Playoff
| 9 giugno 2019 | Vienna Vikings | 35 – 0 (a tavolino) | Helsinki Roosters |  |

### I ECTC Championship Game
Nell'ECTC Championship Game si affrontano i vincitori dell'ECTC Playoff e del CEFL Bowl.
| Innsbruck 29 giugno 2019, ore 19:00 | Vienna Vikings | 10 – 35 (0-14 3-14 0-7 7-0) referto | Tirol Raiders | Tivoli-Neu Stadion (5000 spett.) |

## Verdetti
- Vienna Vikings Vincitori dell'ECTC Playoff 2019
- Tirol Raiders Vincitori della European Club Team Competition 2019